# Small Arms (jeu vidéo)
Small Arms est un jeu vidéo d'action développé par Gastronaut Studios et édité par Microsoft Game Studios. Le jeu sort le 22 novembre 2006 sur le Xbox Live Arcade de la Xbox 360.
Le gameplay de Small Arms est similaire à celui des jeux de la série Super Smash Bros..